# Lutraria angustior
Lutraria angustior är en musselart som beskrevs av Philippi 1844. Lutraria angustior ingår i släktet Lutraria och familjen Mactridae. Inga underarter finns listade i Catalogue of Life.